# São Raimundo Esporte Clube (Boa Vista)
Il São Raimundo Esporte Clube, noto anche semplicemente come São Raimundo, è una società calcistica brasiliana con sede nella città di Boa Vista, capitale dello stato del Roraima.

## Storia
Il club è stato fondato il 3 gennaio 1963. Il São Raimundo ha vinto il Campionato Roraimense in quattordici occasioni. Il club ha partecipato al Campeonato Brasileiro Série C nel 2006 e nel 2007.

## Palmarès

### Competizioni statali
- Campionato Roraimense: 14

1977, 1992, 2004, 2005, 2012, 2014, 2016, 2017, 2018, 2019, 2020, 2021, 2022, 2023

### Altri piazzamenti
- Copa Verde:

Semifinalista: 2025